# Jep Nuix
Josep Nuix i Julibert, més conegut com a Jep Nuix, (Barcelona 23 de setembre de 1955 - ibídem, 26 d'abril de 1998) fou un compositor i flautista català.
Va estudiar flauta, harmonia i contrapunt al Conservatori Superior Municipal de Música de Barcelona, i composició i instrumentació amb Gabriel Brncic. Conegué compositors com Witold Lutoslawski, Luigi Nono, Thomas Kessler, Gerald Bennett i Joan Guinjoan, entre d'altres, que van despertar-li interès a compondre per a tota mena de formacions: des d'instruments a solo fins a orquestra simfònica, incloent-hi la música electroacústica en tots els seus vessants.
Com a compositor va escriure al voltant d'una seixantena d'obres. Una de les beques que va rebre li va permetre ser compositor resident durant un curs a l'estudi de música electrònica del Conservatori de Basilea (Suïssa). La seva dedicació a la música electroacústica es va desenvolupar al Laboratori de Música Electroacústica Phonos‚ de Barcelona. Va guanyar dues vegades el premi de composició d'obres polifòniques del Ministerio de Cultura, les seves partitures es van estrenar als festivals internacionals de Como (Itàlia), Barcelona, Peralada (Girona) i a les Jornades de Música Electroacústica de Conca, entre d'altres. Entre el 1988 i el 1991 va ser coordinador del Laboratori de so i música del Centre d'Iniciatives i Experimentació per a Joves de la Fundació Caixa de Pensions.
Va ser seleccionat per representar Espanya a la tribuna de la Societat Internacional de Música Contemporània a Varsòvia, Polònia (1992).
Va ser membre de l'efímera, però reconeguda banda de jazz fusió Gòtic, per al qual va escriure una de les peces del disc Escènes: "I tu que ho veies tot tan fàcil".
En la seva discografia destaquen els discos Intervals i Jenji, a part d'altres obres enregistrades en discos en companyia d'altres compositors.
Va morir el 26 d'abril de 1998 a l'Hospital Clínic de Barcelona.